# 天山樱桃
天山樱桃是蔷薇科李属的植物。分布于中亚地区以及中国大陆的新疆等地，生长于海拔700米至1,600米的地区，一般生于山坡草地以及林下。